# Kauhaneva–Pohjankangas Nationalpark
Kauhaneva – Pohjankangas Nationalpark (finsk: Kauhanevan–Pohjankankaan kansallispuisto) er en nationalpark i kommunerne Kauhajoki og Karvia i Södra Österbotten og Satakunta i Finland . Parken blev grundlagt i 1982 og dækker 57 km2. Den består af sumpområder og moser, spredt omkring den 16,3 km2 store Kauhaneva mose.
I 2004 blev parken medtaget vådområder af international betydning under Ramsar-konventionen. Området er også en del af EUs Natura 2000-netværk af beskyttede områder.

## Geografi
Området Kauhaneva – Pohjankangas er en del af den sydvestlige region i afvandingsområdet til Suomenselkä. Jorden er for det meste tørv og grundfjeldet består af porfyrisk granit . 
De nordlige dele af Kauhaneva er 170 til 177 meter over havets overflade. De sydlige og vestlige dele er ca. 160 moh.